# Kronborg Knights
I Kronborg Knights  sono una squadra di football americano di Helsingør, in Danimarca, fondata nel 1989. Hanno partecipato alla Euro Cup.
Hanno raggiunto 5 volte il Mermaid Bowl senza mai riuscire a vincerlo.

## Dettaglio stagioni

### Tornei nazionali

#### Campionato

##### Nationalligaen
| Stagione | regular season | regular season | regular season | regular season | regular season | regular season | playoff | playoff | playoff | playoff | playoff | playoff      | playoff       |
|          | Vin            | Par            | Per            | Tot            | PF             | PS             | Vin     | Per     | Tot     | PF      | PS      | risultato    | avversaria    |
| -------- | -------------- | -------------- | -------------- | -------------- | -------------- | -------------- | ------- | ------- | ------- | ------- | ------- | ------------ | ------------- |
| 1999     | 5              | 0              | 1              | 6              | 204            | 44             | 1       | 1       | 2       | 35      | 41      | Mermaid Bowl | Aarhus Tigers |
| 2009     | 1              | 0              | 9              | 10             | 143            | 320            | -       | -       | -       | -       | -       | -            | -             |
| 2010     | 3              | 0              | 7              | 10             | 149            | 324            | -       | -       | -       | -       | -       | -            | -             |
| 2011     | 0              | 0              | 9              | 9              | 41             | 363            | -       | -       | -       | -       | -       | -            | -             |
| Totale   | 9              | 0              | 26             | 35             | 537            | 1051           | 1       | 1       | 2       | 35      | 41      |              |               |

##### Kvalifikations Ligaen/1. division
| Stagione | regular season | regular season | regular season | regular season | regular season | regular season | playoff | playoff | playoff | playoff | playoff | playoff        | playoff              |
|          | Vin            | Par            | Per            | Tot            | PF             | PS             | Vin     | Per     | Tot     | PF      | PS      | risultato      | avversaria           |
| -------- | -------------- | -------------- | -------------- | -------------- | -------------- | -------------- | ------- | ------- | ------- | ------- | ------- | -------------- | -------------------- |
| 2012     | 9              | 0              | 1              | 10             | 294            | 87             | -       | -       | -       | -       | -       | -              | -                    |
| 2018     | 3              | 0              | 1              | 4              | 95             | 51             | 1       | 0       | 1       | 14      | 0       | Promossi       | Copenhagen Tomahawks |
| 2019     | 5              | 0              | 3              | 8              | 223            | 116            | 0       | 1       | 1       | 2       | 20      | Finale "bassa" | Copenhagen Tomahawks |
| 2020     | 4              | 0              | 0              | 4              | 87             | 24             | -       | -       | -       | -       | -       | [ 2 ]          | -                    |
| 2021     | 1              | 0              | 5              | 6              | 96             | 117            | -       | -       | -       | -       | -       | -              | -                    |
| 2022     | 1              | 0              | 6              | 7              | 66             | 256            | -       | -       | -       | -       | -       | -              | -                    |
| Totale   | 23             | 0              | 16             | 39             | 861            | 661            | 1       | 1       | 2       | 16      | 20      |                |                      |

##### 2. division
| Stagione | regular season | regular season | regular season | regular season | regular season | regular season | playoff | playoff | playoff | playoff | playoff | playoff    | playoff           |
|          | Vin            | Par            | Per            | Tot            | PF             | PS             | Vin     | Per     | Tot     | PF      | PS      | risultato  | avversaria        |
| -------- | -------------- | -------------- | -------------- | -------------- | -------------- | -------------- | ------- | ------- | ------- | ------- | ------- | ---------- | ----------------- |
| 2014     | 7              | 0              | 3              | 10             | 255            | 97             | -       | -       | -       | -       | -       | -          | -                 |
| 2015     | 6              | 0              | 3              | 9              | 231            | 135            | 0       | 1       | 1       | 7       | 13      | Semifinale | Holstebro Dragons |
| 2016     | 5              | 0              | 5              | 10             | 258            | 179            | 0       | 1       | 1       | 8       | 22      | Semifinale | Odense Thrashers  |
| 2017     | 8              | 0              | 0              | 8              | 302            | 38             | -       | -       | -       | -       | -       | -          | -                 |
| Totale   | 26             | 0              | 11             | 37             | 1046           | 449            | 0       | 2       | 2       | 15      | 35      |            |                   |

###### Danmarksserien
| Stagione | regular season | regular season | regular season | regular season | regular season | regular season | playoff | playoff | playoff | playoff | playoff | playoff   | playoff    |
|          | Vin            | Par            | Per            | Tot            | PF             | PS             | Vin     | Per     | Tot     | PF      | PS      | risultato | avversaria |
| -------- | -------------- | -------------- | -------------- | -------------- | -------------- | -------------- | ------- | ------- | ------- | ------- | ------- | --------- | ---------- |
| 2013     | 8              | 0              | 2              | 10             | 417            | 70             | -       | -       | -       | -       | -       | -         | -          |
| Totale   | 8              | 0              | 2              | 10             | 417            | 70             | -       | -       | -       | -       | -       |           |            |

### Tornei internazionali

#### Euro Cup
| Stagione | regular season | regular season | regular season | regular season | regular season | regular season | playoff | playoff | playoff | playoff | playoff | playoff   | playoff    |
|          | Vin            | Par            | Per            | Tot            | PF             | PS             | Vin     | Per     | Tot     | PF      | PS      | risultato | avversaria |
| -------- | -------------- | -------------- | -------------- | -------------- | -------------- | -------------- | ------- | ------- | ------- | ------- | ------- | --------- | ---------- |
| 1999     | 2              | 0              | 1              | 3              | 75             | 48             | -       | -       | -       | -       | -       | -         | -          |
| Totale   | 2              | 0              | 1              | 3              | 75             | 48             | -       | -       | -       | -       | -       |           |            |

### Riepilogo fasi finali disputate
| Anno              | Luogo      | Evento                | Fase del torneo      | Incontro                                | Risultato |
| 3 luglio 1999     |            | Nationalligaen        | Mermaid Bowl         | Aarhus Tigers - Kronborg Knights        | 28 - 0    |
| 19 settembre 2015 | Holstebro  | 2. division           | Mermaid Bowl         | Holstebro Dragons - Kronborg Knights    | 13 - 7    |
| 18 settembre 2016 | Odense     | 2. division           | Semifinale           | Odense Thrashers - Kronborg Knights     | 22 - 8    |
| 6 ottobre 2018    | Copenaghen | Kvalifikations Ligaen | Spareggio promozione | Copenhagen Tomahawks - Kronborg Knights | 0 - 14    |
| 29 settembre 2019 | Helsingør  | 1. division           | Bowl "basso"         | Kronborg Knights - Copenhagen Tomahawks | 2 - 20    |